# Café Campus
Le Café Campus est une salle de spectacle et boîte de nuit, en activité depuis 1967, situé à Montréal, au Québec. Il est reconnu pour ses soirées dansantes, ses spectacles, ainsi que sa structure autogestionnaire.
Sa longévité et ses valeurs coopératives font de ce lieu « une place particulière au sein de l’imaginaire nocturne montréalais. »

## Historique
Espace initialement créé par l'Association générale des étudiants de l’Université de Montréal (AGEUM) afin d'offrir de la nourriture aux étudiants lors d'un boycott des services « déficients » de la cafétéria en 1966, le Café Campus changera rapidement de vocation. Suivant le boycott, l'espace se transformera en une salle de spectacle, bar et lieu de contestation politique, considéré par certains comme lieu de rassemblement du mouvement hippie et marxiste-léniniste de l'Université de Montréal,,. Alors situé à l'intersection des rues Decelles et Queen-Mary, l'espace est inauguré officiellement le 17 février 1967.
À partir des années 1970, alors que se prolifère la musique québécoise, la programmation du Café Campus se diversifie. L'espace accueillera notamment des artistes — certains alors émergents —, comme Félix Leclerc, Jean-Pierre Ferland, Robert Charlebois, Pauline Julien, Harmonium, Octobre, Diane Dufresne, Plume Latraverse et Beau Dommage,.
En 1981, la nouvelle Fédération des associations étudiantes du campus de l’Université de Montréal (FAECUM) accepte, suivant des années de tensions avec le syndicat du Café Campus, de vendre l'espace à l’Association des travailleurs et travailleuses du Café Campus (ATTCC) pour 175 000$,. Ceux-ci décident alors de transformer le mode de gestion du bar en un modèle autogestionnaire. Tel que l'explique Édouard Cloutier, ancien président de l'AGEUM, « Le principe est très simple. Il y a 19 parts qui appartiennent toutes aux employés. Quand un employé part, il est tenu de vendre sa part à une personne choisie par ceux qui restent. Aucune décision importante n’est prise sans que les 19 soient là. Et le coordinateur, c’est vraiment un coordinateur, pas un patron. »
En 1993, Le Café Campus se relocalise à son emplacement actuel, au 57, rue Prince-Arthur, en raison de plaintes de bruit par les habitants du coin. S'ensuit des changements importants, notamment l'ouverture du « Petit campus », salle de spectacles pour artistes émergents. Le jeu télévisé Piment fort, animé par Normand Brathwaite et diffusé sur la chaîne TVA, y tournera plus de 1300 épisodes entre 1993 et 2001, puis en 2016 et 2017,.